# Aligi Onniboni
Aligi Onniboni (Apuania, 26 febbraio 1906 – Marina di Massa, 24 ottobre 1986) è stato un avvocato, enigmista e politico italiano.

## Biografia
Avvocato negli anni trenta a Milano si dedica alla politica a partire dal 1939, quando viene nominato federale di Apuania. L'anno successivo viene chiamato alle armi come ufficiale del Genio e inviato in Albania, dove viene ferito. Negli anni sessanta si dedica all'enigmistica con lo pseudonimo di Dàmone; autore di giochi in versi, crittografie e rebus collabora con diverse riviste fino alla scomparsa.